# لنقاتل أيتها الشبح
لنقاتل أيتها الشبح (بالهانغل : 싸우자 귀신아، بالإنجليزية : Hey Ghost, Let's Fight) هو مسلسل تلفزيوني كوري-جنوبي من بطولة أوك تايك-يون، كيم سو-هيون وكوان يول. عوض مسلسل أوه هاي-يونغ آخر وهو يبث منذ 11 من يوليو/جويلية 2016 يومي الإثنين والثلاثاء على الساعة 11 مساء بتوقيت كوريا على شبكة تي في أن.
في العالم العربي، يعرض المسلسل حصريا مترجما إلى العربية يوميا على الساعة 6.30 مساء بتوقيت الجزائر / الساعة 8.30 مساء بتوقيت مكة على قناة دي تي في الجزائرية.

## القصة
كانت هيون جي (كيم سو هيون)طالبة في مدرسة ثانوية وتدرس بجد إلى أنت توفيت في حادث سيارة وباتت شبح تدور في الارجاء فتعرفت على الشاب بارك بونغ بال (اوك تايك يون)الذي يرى الاشباح فيتفقان على محاربة الأشباح وعند محاربتهم الأشباح يقعان بالحب

## الشخصيات
- أوك تايك يون في دور بارك بونغ-بال.
- لي سيونغ وو في دور بونغ-بال الصغير.
- كيم سو هيون في دور كيم هيون-جي.
- كون يول في دور جو هي-سونغ.
- كيم سانغ هو في دور مونك ميونغ-شول.
- كيم مين سانغ في دور بارك جي-هون.
- سون أون سيو في دور هونغ ميونغ-هي.
- تشوي جي نا في دور سيو جونغ-غوم.
- لي دو يون في دور أو كيونغ-جا.
- كانغ كي يونغ في دور تشوي تشونغ-سانغ.
- لي دايفيد في دور كيم إن-رانغ.
- باك سو يي في دور إم سو-يون.

## البث التلفزيوني
- كوريا الجنوبية : يبث على شبكة تي في أن (tvN) منذ 11 جويلية 2016 يومي الإثنين والثلاثاء على الساعة 11 مساء بتوقيت كوريا.
- الجزائر : يبث على قناة دي تي في (DTV) منذ أوت 2016 يوميا على الساعة 6:30 مساء بتوقيت الجزائر، مع ترجمة عربية.
- ماليزيا : يعرض على 8 تي في (8TV) منذ 25 أوت 2016 يومي الخميس والجمعة على الساعة 9:30 بتوقيت ماليزيا.

## وصلات خارجية
- لنقاتل أيتها الشبح على موقع IMDb (الإنجليزية)
- لنقاتل أيتها الشبح على موقع روتن توميتوز (الإنجليزية)
- لنقاتل أيتها الشبح على موقع نتفليكس (الإنجليزية)
- لنقاتل أيتها الشبح على موقع كينوبويسك (الروسية)
- لنقاتل أيتها الشبح على موقع قاعدة بيانات الفيلم (الإنجليزية)